# Tallvaxskivling
Tallvaxskivling (Hygrophorus latitabundus) är en svampart som beskrevs av Britzelm. 1899. Tallvaxskivling ingår i släktet Hygrophorus och familjen Hygrophoraceae.  Arten är reproducerande i Sverige. Inga underarter finns listade i Catalogue of Life.

## Källor

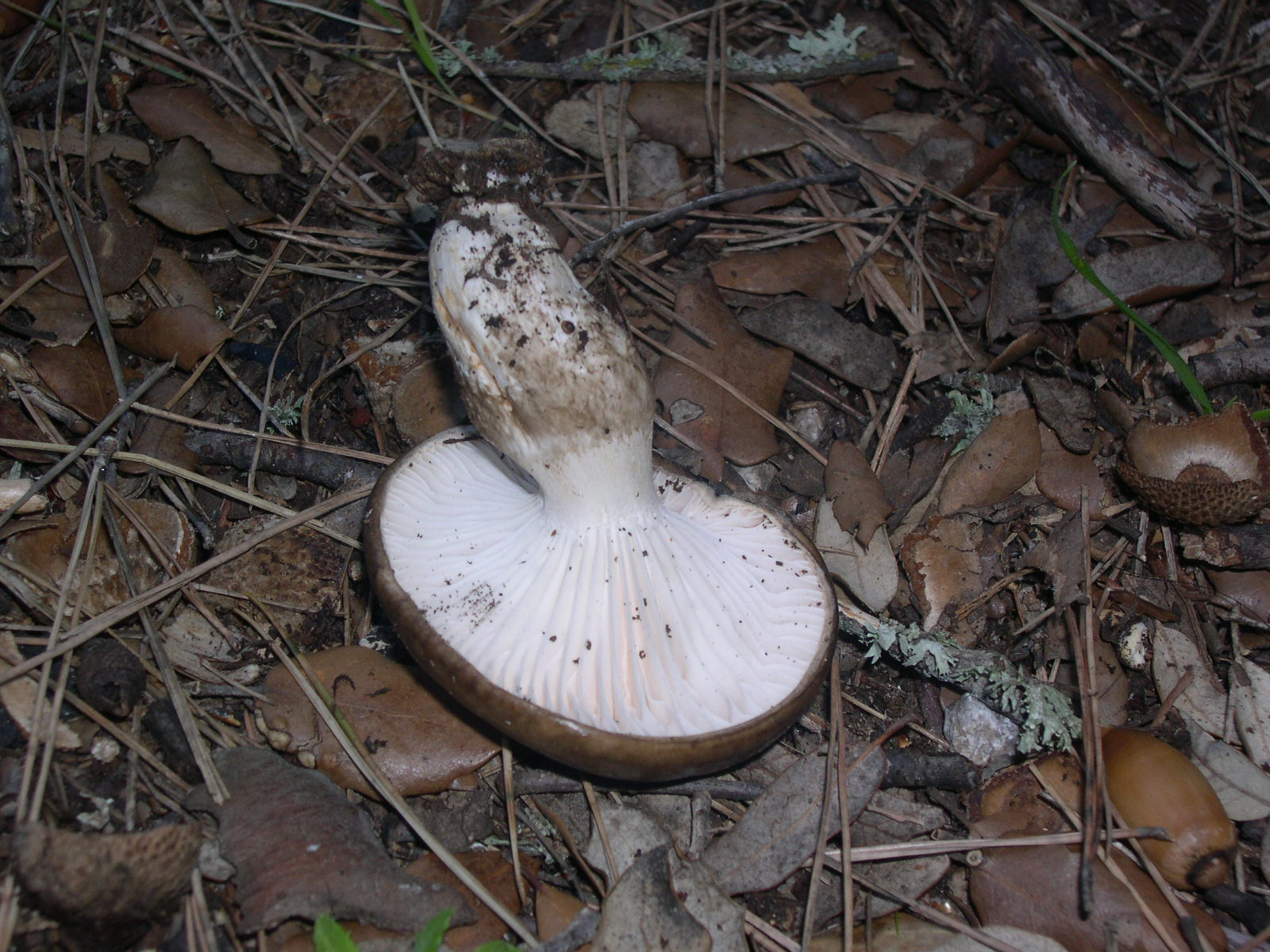